# Megachile sculpturalis
Megachile sculpturalis – gatunek samotnej pszczoły z rodziny miesierkowatych (Megachilidae). Inwazyjny gatunek obcy w Europie i Ameryce Północnej.

## Cechy gatunku
Duża miesierka (samice 21-27 mm, samce 12-19 mm długości ciała), o brązowo owłosionym tułowiu i czarnym odwłoku. Samce różnią się od samic jasnym owłosieniem na przodzie głowy, którego brak u samic. Gniazda zakładane są w istniejących szczelinach, takich jak puste w środku łodygi roślin, o odpowiednio dużych średnicach (co najmniej 8 mm). M. sculpturalis chętnie gniazduje w hotelach dla owadów, może stanowić w nich dominujący gatunek. W przeciwieństwie do wielu innych przedstawicieli rodzaju, M. sculpturalis nie wykłada wnętrza swojego gniazda kawałkami liści, ale używa do jego budowy żywicy. W podobny sposób gniazduje występująca naturalnie w Polsce miesierka dwuzębna. M. sculpturalis odwiedza kwiaty wielu różnych gatunków roślin i przez wielu autorów jest klasyfikowana jako polilektyczna, jednak jednocześnie można zauważyć silną preferencję wobec perełkowca japońskiego.

## Inwazyjność
Naturalnym obszarem występowania M. sculpturalis jest wschodnia Azja. Gatunek ten został jednak zawleczony przez człowieka do Ameryki Północnej (pierwszy raz stwierdzona w 1994 w Karolinie Północnej) i Europy (w 2008 zaobserwowana we Francji), gdzie zaczął się rozmnażać i powiększać swój zasięg. W Europie rozprzestrzenianie się tego gatunku jest prawdopodobnie wciąż wspomagane przez działalność człowieka, przez co zachodzi szybciej. 
M. sculpturalis może konkurować o gniazda z innymi gatunkami pszczół, takimi jak zadrzechnie czy murarki. Jest agresywna i obserwowano przypadki przejmowania przez nią już zajętych gniazd innych gatunków. Ze względu na możliwość rozmnażania się jej w hotelach dla owadów, nie zaleca się stosowania w nich materiałów gniazdowych (trzciny, bambusa, nawierconego drewna) o otworach większych niż 1 cm wewnętrznej średnicy w rejonach, gdzie występuje ona jako gatunek obcy. 

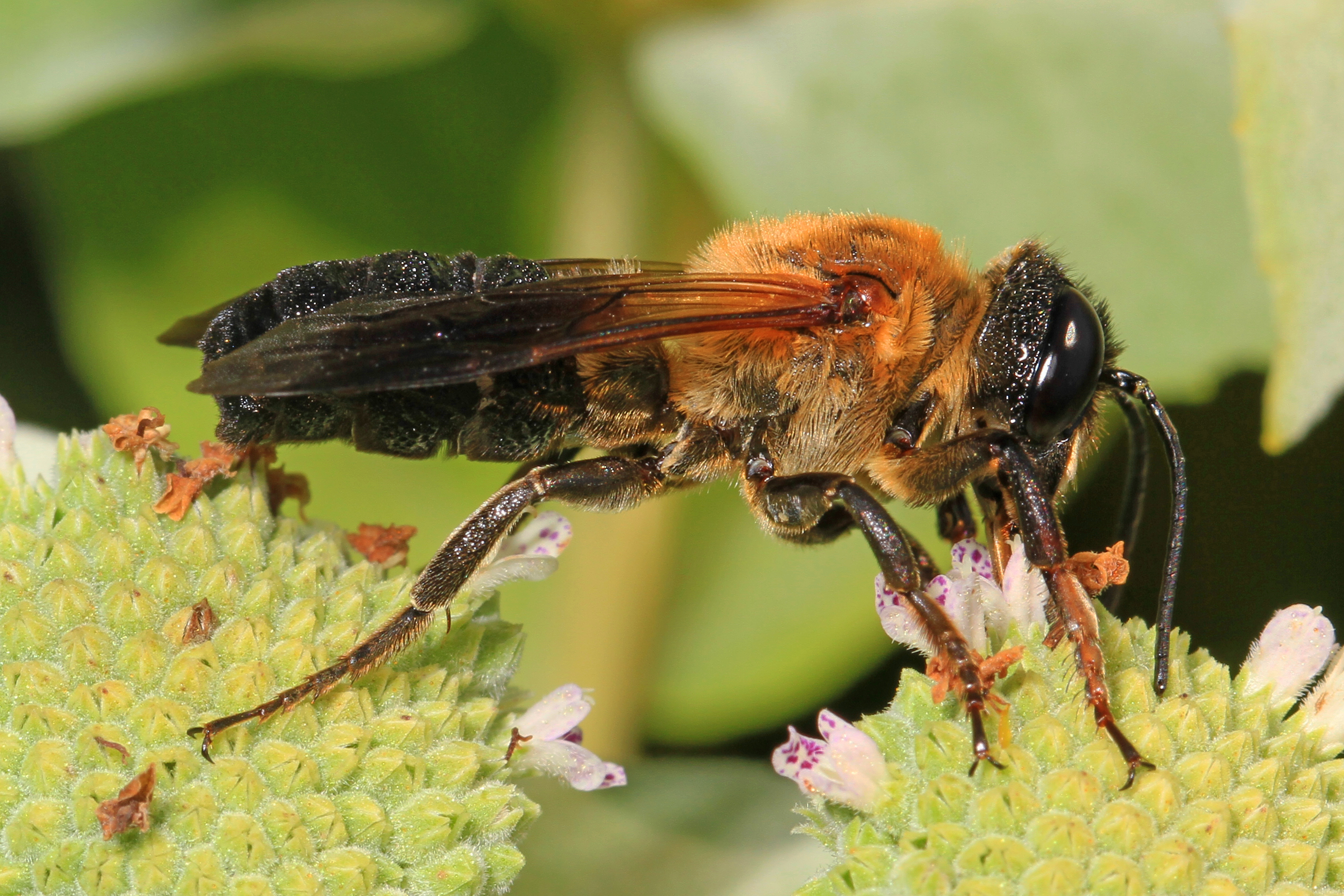
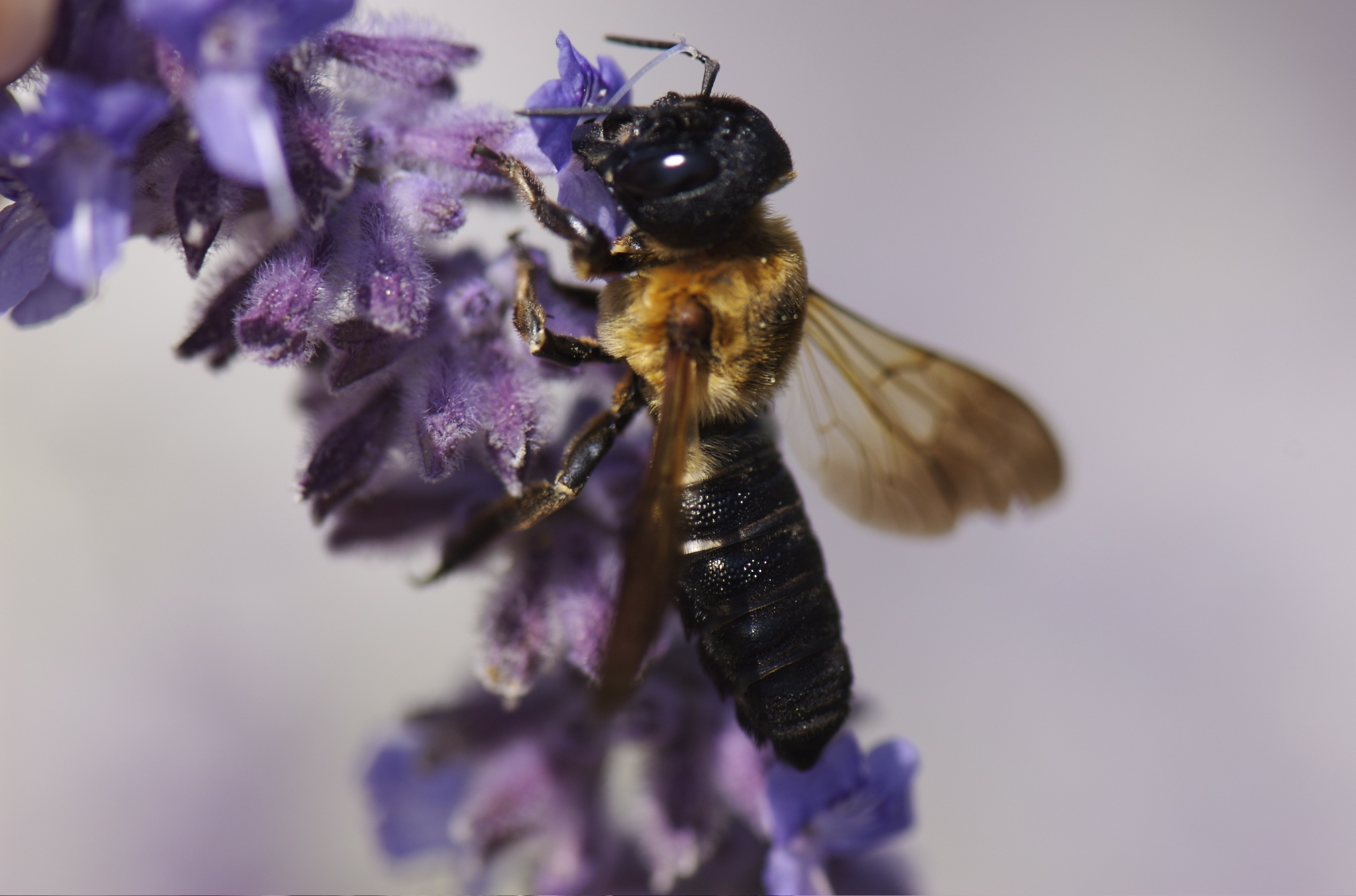
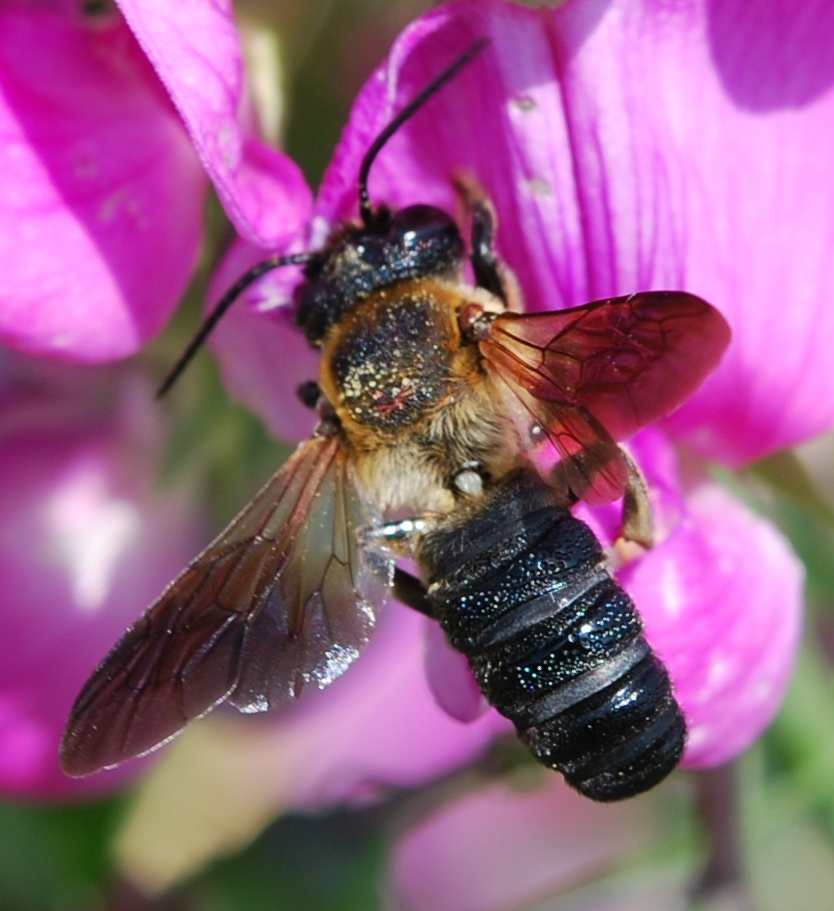